# Potenza 84
La Potenza 84 è stata una società di pallacanestro della città di Potenza.

## Storia

### Primi anni
La Potenza 84 nacque nel 1965 sotto il nome di Invicta Potenza con il progetto di riportare in alto il basket lucano. La squadra venne fondata sulle ceneri della Cestistica Potenza con il forte aiuto di Peppino Sabia, ex presidente del gruppo Libertas. Con diversi giocatori provenienti dalla Libertas e grazie anche a diversi nuovi acquisti tra cui Dino Rossi e Nicola Dores la neo squadra riuscì a iscriversi al campionato di serie C. L'esperienza in serie C però non durò a lungo, dopo nemmeno un anno la squadra fu retrocessa nel campionato di serie D. Qui fece dei buoni piazzamenti che le permisero di restare nel campionato per più di cinque anni. Le prime soddisfazioni però arrivarono solo nel campionato del 1967/68 con il piazzamento in quinta posizione.

### La fusione del 1972 e l'inizio di un nuovo periodo
Nei primi mesi del 1972 venne annunciata una fusione fra tutte le squadre del potentino, con l'obiettivo di creare un grande team capace di raggiungere dapprima la serie B per poi approdare in A. Con il nuovo campionato di serie D del 1973 si diede il via al ricambio generazionale e si pervenne a un accordo fra le due squadre giovanili di  Potenza proprio per far giocare finalmente insieme i migliori elementi dei due vivai giovanili. Questa scelta portò alla nascita di un grande gruppo di giovani e la squadra riuscì a riapprodare dopo diversi anni in serie C. Dopo diversi anni di successi nel 1975 arrivò però un nuovo declino, che riportò quasi a sorpresa la squadra in D. Alla base della crisi vi fu senza dubbio la crescita delle squadre avversarie, favorite dal professionismo già dilagante di allenatori e giocatori in giro per l'Italia, mentre sul versante potentino si assistette a qualche indebolimento della struttura tecnica, ma soprattutto per l'impegno crescente di gran parte dei giocatori nell'affrontare gli studi universitari e spostarsi a Potenza per gli allenamenti e le partite settimanali. Ci vollero perciò diversi anni per rimettere in sesto la squadra, per farlo ci si basò principalmente su cinque concetti fondamentali:
- il presidente Peppino Sabia, grazie soprattutto alle sue amicizie con diversi esponenti politici, iniziò a stipulare importanti sponsorizzazioni come quelle della Banca Popolare di Pescopagano, prima, e della Gabbioni Padula, dopo;
- i dirigenti Salvatore Cerverizzo, Walter Laurenzana, Carmine Ferri e Gianfranco Mancini, imprimevano alla squadra una prima impronta di managerialità sportiva e sperimentavano le prime campagne di abbonamenti;
- l'allenatore Bux, tesserato come allenatore nazionale, avviava la nuova fase di integrazione tecnica con i più giovani del vivaio, utilizzando la forza e l'esperienza già collaudata dei ragazzi del gruppo 1954-55, l'innesto del giovane pivot Landi e il recupero pieno di Pierluigi Volta e Peppino Ginefra;
- i giocatori cominciavano a ritrovare, nei primi “premi partita” e nei compensi per i gettoni di presenza agli allenamenti, uno stimolo ulteriore a impegnarsi, sia pure proseguendo negli  impegnativi studi presso lontane sedi universitarie;
- le trasferte, inoltre, diventavano più comode e sicure, non più con i difficili collegamenti ferroviari o nello scomodo pulmino della Libertas, ma sempre più spesso nei più sicuri e lussuosi autobus di Felice Camera, il portafortuna dell'Invicta.[1][2][3][4]

Il 14 maggio del 1978 venne scritta una delle pagine più belle della pallacanestro lucana: la vittoria dell'Invicta Banca di Pescopagano contro lo Smefar Foggia, col netto punteggio di 111 a 78, nell'ultima partita della poule per la promozione in serie C. Questa vittoria catapultò nuovamente il team in serie C. Di lì a poco però sarebbe arrivata una nuova promozione, quella in serie B. Con l'avvento degli anni 1990 l'Invicta cambiò nome in Potenza 84 e con una serie di giusti investimenti la squadra (allenatore Tonino Bray). Milita per sedici stagioni consecutive in serie B2 sfiorando la promozione in B1 in due occasioni. Nel 2006 la società affida la panchina a Giampaolo Di Lorenzo, al primo tentativo raggiunge la storica promozione in serie B1 durante la stagione 2006-07. Dopo aver chiuso all'ultimo posto il campionato 2009-10, è stata ripescata in Serie A Dilettanti per la stagione 2010-11, retrocedendo però a fine stagione perdendo i play-out. Dopo aver partecipato al campionato di Divisione Nazionale B, con il raggiungimento del nono posto, il 5 luglio 2012, con un comunicato ufficiale, il Potenza 84 decide di non prendere parte al campionato di DNB nella stagione 2012-2013 per difficoltà economiche.

### Oggi
Con l'inizio del 2015 nel capoluogo lucano si inizia a sentire la mancanza di una squadra di basket di spessore. Si decide così di rifondare la vecchia società sotto il nome però di Basilicatasport.it che a partire dal 2015 inizia a giocare nei campionati dilettantistici di serie D. In pochi anni la squadra si ritrova in serie C. Agli inizi del 2018 la società viene acquistata dalla famiglia Velluzzi che la rinomina in Corporelle Basket Potenza. Nel 2019 la squadra sfiora la promozione in C gold, ma a causa di problemi economici viene espulsa dal campionato e viene dichiarato il fallimento della squadra. Nel maggio 2020 la società viene nuovamente rifondata, questa volta però dai vecchi proprietari della Basilicatasport.it che decidono di chiamarla Grizzly Pignola Basketball e di farla giocare non più nel capoluogo lucano ma in un comune vicino, l'omonimo Pignola. Tra le tante società giovanili controllate invece l'ultima rimasta ancora all'attivo (e con il nome iniziale della società) è l'Invicta Potenza Basket. Questa viene fondata agli inizi degli anni 2000 e da quel momento ha sempre giocato in tutti i campionati giovanili di carattere nazionale e regionale. A partire dal 2015 la squadra partecipa ai campionati d'eccellenza nazionali. Memorabili risultano essere quelli dell'Under 18 nell'annata 2018/19 che videro come coach Donato Fiore con il supporto di Antonio Statuto.

## Colori e simbolo
I colori sociali della società hanno subito forti cambiamenti negli anni: inizialmente erano il nero e il bianco ma con il passare degli anni e con l'avvento del nuovo millennio si passò all'arancione e al viola.

## Palazzetto
La società ha giocato in quattro differenti palazzetti potentini:
- Palazzetto "Coni" (dal 1966-1990)
- Palazzetto "Palapergola" (primi mesi 1990-2010 e 2019)
- PalaVitoLepore (2015-2018)
- Palazzetto dello Sport Comune di Pignola (2020-attuale)